# In Plüschgewittern
In Plüschgewittern ist der Debütroman von Wolfgang Herrndorf. Er erschien 2002 im Verlag Zweitausendeins. Für eine Neuausgabe im Rowohlt Verlag hat der Autor den Roman überarbeitet. Der Titel ist eine Anspielung auf Ernst Jüngers Buch In Stahlgewittern und geht auf eine Idee seines Freunds Holm Friebe zurück.

## Handlung
Der etwa 30-jährige Ich-Erzähler und Protagonist hat sich gerade von seiner Freundin Erika getrennt und zieht aus München weg, wo er mit Erika studiert hat. Er fährt zunächst zu seinem Bruder, der mit seiner Frau Marit in seinem Elternhaus bei Hamburg wohnt. Der Ich-Erzähler schläft in seinem alten Kinderzimmer und fährt am nächsten Tag weiter nach Süderbrarup, um ein letztes Mal seine krebskranke Großmutter zu besuchen.
Am nächsten Tag reist er weiter nach Berlin und besucht seinen alten Studienfreund Desmond. Die nächsten Tage wohnt er in der Wohnung gegenüber, die ihm Desmonds Freund Anthony überlässt. In einer Kneipe, in die Desmond ihn mitnimmt, lernt er Ines Neisecke kennen – die beiden kommen sich näher, er verliebt sich kurzzeitig auch, die Art ihrer Beziehung bleibt jedoch ungeklärt. Er plant, sich in Berlin eine Wohnung und Arbeit zu suchen, verfolgt diese Pläne aber nur halbherzig und verlässt die Stadt nach wenigen Tagen wieder.
Einzelne Wahrnehmungen lösen Erinnerungen an Episoden aus der Vergangenheit aus, zum Beispiel die Erlebnisse mit seinem Kindheitsfreund Malte, seiner ersten Freundin Anja oder mit Desmond in einem Münchner Studentenwohnheim.
Das letzte Kapitel wird aus der Perspektive des Bruders erzählt, der am Schreibtisch sitzt und einen Bericht bzw. eine Charakterbeschreibung des Protagonisten verfasst. Daraus erfährt man, dass die Großmutter zwei Tage nach dem Besuch des Protagonisten starb, man diesen aber nicht benachrichtigen konnte. Er tauchte dann unerwartet nach ein paar Tagen bei seinem Bruder auf und wollte nach Frankfurt weiterfahren, da Erika, wie er glaubte, dorthin zog. Sie kam dort allerdings nie an, sondern hatte mit dem Umzugswagen einen Unfall. Der Protagonist erfährt dies und verzweifelt an seinem gescheiterten Leben.

## Charakterisierung des Protagonisten
Der Protagonist beschreibt seine Umwelt und seine Mitmenschen in distanzierter, emotionsarmer Weise. In seinen wegwerfenden Kommentaren wird eine grundsätzliche Skepsis, sogar Geringschätzung gegenüber der Welt, aber auch gegenüber seinem eigenen Leben erkennbar. Die Episoden aus der Vergangenheit werden mit größerer emotionaler Wärme geschildert. Der Protagonist muss aber erkennen, dass er sich nicht, oder nur in einzelnen Momenten, in das damalige Gefühl zurückversetzen kann. Seine Gegenwart ist hingegen von Nervosität, Unentschlossenheit und einer – auch durch Alkohol und andere Drogen bedingten – ständigen Verwirrung geprägt. Gegenüber seinen Mitmenschen verhält er sich meist respektlos und egoistisch. So bezeichnet er gedanklich viele Personen und gar Gebäude als „geisteskrank“.
Im Schlusskapitel wird – etwa durch die Art, wie der Bruder über ihn schreibt – angedeutet, dass der Protagonist gestorben ist; sein psychischer Zustand lässt an einen Suizid denken. Ein Hinweis darauf ist auch, dass Marit ganz am Schluss erwähnt, ihr erstes Kind, mit dem sie bereits schwanger ist, nach dem Protagonisten benennen zu wollen.

## Referenzen
Der Roman verwendet zahlreiche Anspielungen auf den Literatur- und Kulturbetrieb. Erwähnt wird der blutüberströmte Auftritt von Rainald Goetz beim Bachmann-Wettbewerb in Klagenfurt 1983. Eine Romanfigur trägt den Namen des Schriftstellers Joachim Lottmann. Eine Figur berichtet dem Ich-Erzähler von einem gewissen Basenbrock, der ein "ironisches Möbelgeschäft" betreibe. Der Name Basenbrock, unter dem sich der Ich-Erzähler später vorstellt, spielt auf den Kunsttheoretiker Bazon Brock an. Das Möbelgeschäft spielt auf die Unternehmungen des Konzept- und Aktionskünstlers Rafael Horzon an, der 1999 auf der Berliner Torstraße das Geschäft Moebel Horzon gründete. Erwähnt wird außerdem das Künstlerlokal Kaffee Burger auf der gleichen Straße sowie die Ankerklause.

## Kritiken
„Der Berlin-Roman, den der Verlag modisch annonciert, ist in Wirklichkeit ein Stahlgewitter der Einsamkeit, dem sich dieser verzweifelte Romantiker aussetzt, weil es Seinesgleichen nicht gibt. Seine Brüder im Geiste stammen freilich alle aus dem zwanzigsten Jahrhundert und hören auf Namen wie Holden Caulfield oder Travis Bickle. "Aber aus irgendwelchen Gründen machen Erklärungen mich unglücklich" - der Wunsch nach wortlosem Einverständnis ist mit dem Ekel vor allem Geschwätz plausibel motiviert und bleibt doch unerfüllt.“

„Kaum zu glauben, und doch ist, aller Tristesse und Konfusion, die unseren Mann «um die dreißig» umgibt, Herrndorfs Roman an vielen Stellen von einer beschwingten, heiteren Leichtigkeit.“